# Mark G. Lawrence
Mark G. Lawrence (* 5. Februar 1969 in Woodbury, New Jersey, USA) ist ein in Deutschland lebender US-amerikanischer Erdsystem- und Atmosphärenforscher. Er ist seit 2011 wissenschaftlicher Direktor am Institut für transformative Nachhaltigkeitsforschung (IASS) in Potsdam (seit 2023: Forschungsinstitut für Nachhaltigkeit) und seit 2014 Honorarprofessor an der Universität Potsdam.

## Werdegang
Mark Lawrence wurde 1996 in Erd- und Atmosphärenwissenschaften am Georgia Institute of Technology in Atlanta (USA) promoviert und arbeitete im Zeitraum 1993–2000 eng mit dem Nobelpreisträger Paul J. Crutzen am Max-Planck-Institut für Chemie (MPIC) in Mainz zusammen. Von 2000 bis 2005 leitete Lawrence eine eigenständige Nachwuchsforschungsgruppe am MPIC. 2006 übernahm er dort die Arbeitsgruppe Atmosphärische Modellierung. Im gleichen Jahr habilitierte er sich in Physik an der Universität Mainz, wo er in den Jahren 2009 und 2010 Vertretungsprofessor der Meteorologie war und 2010 den Landeslehrpreis Rheinland-Pfalz sowie den Universitätslehrpreis erhielt. Am 15. Oktober 2011 wurde Mark Lawrence neben Ex-Bundesumweltminister  Klaus Töpfer und Nobelpreisträger Carlo Rubbia zum wissenschaftlichen Direktor des Institute for Advanced Sustainability Studies (IASS) in Potsdam berufen. Seit 2014 ist er Honorarprofessor an der Universität Potsdam.

## Forschung
In seiner Arbeit verbindet Lawrence Wissenschaft, Politik, Zivilgesellschaft, Industrie und andere gesellschaftliche Sektoren durch eine transdisziplinäre Zusammenarbeit mit den verschiedenen Interessengruppen, um so in einem ko-kreativen Prozess nachhaltige Lösungen für große Herausforderungen des Anthropozäns zu entwickeln, besonders im Bereich Luftqualität und Klimawandel. Zu seinen Forschungsschwerpunkten gehören:
- Die Auswirkungen von kurzlebigen, klimawirksamen Schadstoffen auf Luftverschmutzung, Klima und Gesundheit. Er war Co-Koordinator des 23 Partner umfassenden EU-Projekts „MEGAPOLI“ (2008–2011), das sich mit den Wechselbeziehungen zwischen Klimawandel und Luftqualität in Megastädten beschäftigt hat. Am IASS hat er mehrere Projekte zur Luftverschmutzung und Klimawandel initiiert, darunter das Projekt ‚Eine nachhaltige Atmosphäre für das Kathmandu-Tal‘ in Nepal[2] (seit 2012), bei dem in Zusammenarbeit mit über 20 lokalen und internationalen Forschungsgruppen die bisher zweitgrößte Messkampagne zur Luftverschmutzung in Südasien durchgeführt wurde.

- Die kritische Analyse des kontroversen Themas „Klima-Geoengineering“. Unter diesem Begriff werden gezielte technische Eingriffe und Maßnahmen zur Abkühlung des Klimas zusammengefasst. Er war Koordinator des EU-Projektes „Europäische transdisziplinäre Analyse von Climate Engineering“ (European Transdisciplinary Assessment of Climate Engineering, EuTRACE)[3]‘, bei dem 14 Partnerorganisationen Möglichkeiten und Risiken von Climate Engineering untersuchten (2012–2015).

- Darüber hinaus interessiert sich Lawrence auch für die Verbindung zwischen Nachhaltigkeit und Spiritualität. Sein Ziel ist es dabei auch, ein Verständnis zu entwickeln, wie eine Transformation hin zu einer nachhaltigen Gesellschaft durch eine stärkere individuelle und kollektive Achtsamkeit gefördert werden kann[4].

## Veröffentlichungen (Auswahl)
Lawrence ist Autor oder Co-Autor von über 150 begutachteten Veröffentlichungen, mit über 10.000 Zitationen und ein Hirsch-Index von über 50 (nach Scopus und Web of Science). 2013 wurde er als Co-Autor des Intergovernmental Panel on Climate Change (IPCC) berufen. Er war außerdem als Redakteur für die Fachzeitschriften Atmospheric Chemistry and Physics (2000–2008) und Atmospheric Environment (2001–2004) tätig.
- M. G. Lawrence, S. Schäfer: Promises and perils of the Paris Agreement. In: Science. Vol. 364, Nr. 6443, 2019, S. 829–830. doi:10.1126/science.aaw4602,  (science.sciencemag.org)
- M. G. Lawrence, S. Schäfer, H. Muri, V. Scott, A. Oschlies, N. E. Vaughan, O. Boucher, H. Schmidt, J. Haywood, J. Scheffran: Evaluating climate geoengineering proposals in the context of the Paris Agreement temperature goals. In: Nature Communications. Band 9, 2018, Artikel 3734, doi:10.1038/s41467-018-05938-3, (nature.com)
- M. G. Lawrence, P. J. Crutzen: Was breaking the taboo on research on climate engineering via albedo modification a moral hazard, or a moral imperative? In: Earth’s Future. Band 5, Nr. 2, 2017, S. 136–143, doi:10.1002/2016EF000463, (agupubs.onlinelibrary.wiley.com)
- S. Schäfer, M. G. Lawrence u. a.: The European Transdisciplinary Assessment of Climate Engineering (EuTRACE). 2015. (iass-potsdam.de)
- P. J. Irvine, B. Kravitz, M. G. Lawrence, H. Muri: An overview of the Earth system science of solar geoengineering. In: Wires climate change. Vol. 7, Nr. 6, November/Dezember 2016, S. 815–833. (onlinelibrary.wiley.com)
- D. Reichwein, A.-M. Hubert, P. J. Irvine, F. Benduhn, M. G. Lawrence: State Responsibility for Environmental Harm from Climate Engineering. In: Climate Law. Band 5, Nr. 2–4, 2015, S. 142–181.
- S. Schäfer, A. Maas, H. Stelzer, M. G. Lawrence: Earth’s Future in the Anthropocene: Technological Interventions between Piecemeal and Utopian Engineering. In: Earth’s Future. Vol. 2, Nr. 4, 2014, S. 239–243.
- J. Schmale, D. Shindell, E. v. Schneidemesser, I. Chabay, M. G. Lawrence: Air pollution: Clean up our skies. In: Nature. Band 515, 2014, S. 335–337.
- T. Butler, B. Lode, A. Parker, K. Mar, F. Schmidt, M. G. Lawrence: Decarbonisation, carbon neutrality, and climate neutrality. 2015. (publications.iass-potsdam.de)
- M. G. Lawrence, J. Lelieveld: Atmospheric pollutant outflow from southern Asia: A review. In: Atmos. Chem. Phys. Band 10, 2010, S. 11017–11096, doi:10.5194/acp-10-11017-2010.
- R. Rayfuse, M. G. Lawrence, K. M. Gjerde: Ocean Fertilisation and Climate Change: The need to regulate emerging high seas uses. In: Int. J. Marine and Coastal Law. Band 23, 2008, S. 297–326.

- M. G. Lawrence, P. J. Rasch, R. von Kuhlmann, J. Williams, H. Fischer, M. de Reus, J. Lelieveld, P. J. Crutzen, M. Schultz, P. Stier, H. Huntrieser, J. Heland, A. Stohl, C. Forster, H. Elbern, H. Jakobs, R. R. Dickerson: Global chemical weather forecasts for field campaign planning: predictions and observations of large-scale features during MINOS, CONTRACE, and INDOEX. In: Atmos. Chem. Phys. Band 3, 2003, S. 267–289.

## Gremien
Lawrence war bzw. ist in verschiedenen nationalen und internationalen Lenkungsausschüssen und Gremien aktiv, wie z. B.
- Deutsches Klima Konsortium (DKK), Stellvertretender Vorsitzender seit 2021[5]
- Bürgerrat Klima, Kuratorium seit 2020[6]
- Fachzeitschrift „One Earth“, Beiratsmitglied seit 2019[7]
- Potsdamer Masterplan Klimaschutz, Co-Sprecher für die AG "Haushalte, Konsum und Kommunikation" (seit 2018)[8]
- Fachzeitschrift “Advanced Sustainable Systems”, Beiratsmitglied seit 2016[9]
- SDSN Deutschland - Lenkungsausschussmitglied (seit 2016)
- Forum für Climate Engineering Assessment - Beiratsmitglied (seit 2016)[10]
- Fachzeitschrift Climanosco, Gründungsmitglied und Mitglied des Redaktionsausschusses seit 2015[11]
- Geoengineering Model Intercomparison Project GeoMIP, Lenkungsausschussmitglied seit 2014[12]
- Vorsitzender der Beirat für die Climate Engineering Conferences 2014, 2017 und 2020 (CEC14, CEC17, CEC20), 2013 bis heute[13]
- UNEP Atmospheric Brown Clouds Project (ABC), Mitglied des Wissenschaftlichen Team 2006–2015,
- International Global Atmospheric Chemistry Project (IGAC), Mitglied des Wissenschaftlichen Lenkungsausschusses 2010–2018 und Co-Vorsitzender 2015–2018
- International Commission on Atmospheric Chemistry and Global Pollution (iCACGP), Mitglied 2002–2010, 2014-bis heute

## Ehrungen
- 2009/10 Universitätslehrpreis in Physik, Mathematik und Informatik, Universität Mainz
- 2010/11 Landeslehrpreis Rheinland-Pfalz[14]
- 2018: Top 50 Nature Communications Earth and planetary sciences article[15]
- 2024: Mitglied der Deutschen Akademie der Technikwissenschaften